# کن وایتهد
کن وایتهد (انگلیسی: Ken Whitehead؛ زادهٔ ۱۱ آوریل ۱۹۵۵) بازیکن فوتبال اهل کانادا بود.
وی همچنین در تیم ملی فوتبال المپیک کانادا بازی کرده‌است.